# Карша (река)

Карша — река в России, протекает в Гавриловском районе Тамбовской области. Исток реки находится в овраге к северу от села Пересыпкино 2-е. Устье реки находится в 356 км по правому берегу реки Ворона у восточной границы села Пересыпкино 1-е. Длина реки составляет 11 км, площадь водосборного бассейна 39,7 км². 
Сёла Пересыпкино 1-е и Пересыпкино 2-е стоят вдоль всего русла реки.

## Этимология
Название реки имеет мордовское происхождение и обозначает «река, текущая навстречу».

## Данные водного реестра
По данным государственного водного реестра России относится к Донскому бассейновому округу, водохозяйственный участок реки — Ворона, речной подбассейн реки — Хопёр. Речной бассейн реки — Дон (российская часть бассейна).
По данным геоинформационной системы водохозяйственного районирования территории РФ, подготовленной Федеральным агентством водных ресурсов:
- Код водного объекта в государственном водном реестре — 05010200212107000006465
- Код по гидрологической изученности (ГИ) — 107000646
- Код бассейна — 05.01.02.002
- Номер тома по ГИ — 07
- Выпуск по ГИ — 0